# یونایتد کنتیننتال هولدینگز
یونایتد کنتیننتال هولدینگز (به انگلیسی: United Continental Holdings) شرکت هلدینگ هواپیمایی آمریکایی است، که در ماه مه سال ۲۰۱۰ درپی ادغام شرکت‌های هواپیمایی یونایتد ایرلاینز و کنتیننتال ایرلاینز راه‌اندازی شد.
شرکت‌های زیرمجموعه گروه یونایتد کنتیننتال اکنون روزانه از ۱۰ فرودگاه (هاب) مرکزی خود، به ۳۷۰ مقصد مختلف در ۵۹ کشور جهان، پرواز مستقیم دارند و سالانه بالغ بر ۱۴۴ میلیون مسافر را منتقل می‌نمایند.
دفتر مرکزی این شرکت در برج ویلیس، واقع در شهر شیکاگو، ایلی‌نوی قرار دارد. بخشی از سهام شرکت یونایتد کنتیننتال در بازار بورس نیویورک معامله می‌شود.
این شرکت اکنون در ناوگان هوایی خود، دارای ۱،۰۵۱ فروند هواپیمای مسافربری و باربری است، که ۷۰۵ فروند آن به یونایتد ایرلاینز تعلق داشته و ۳۴۶ فروند نیز متعلق به کنتیننتال ایرلاینز می‌باشد.